# Herdenesel

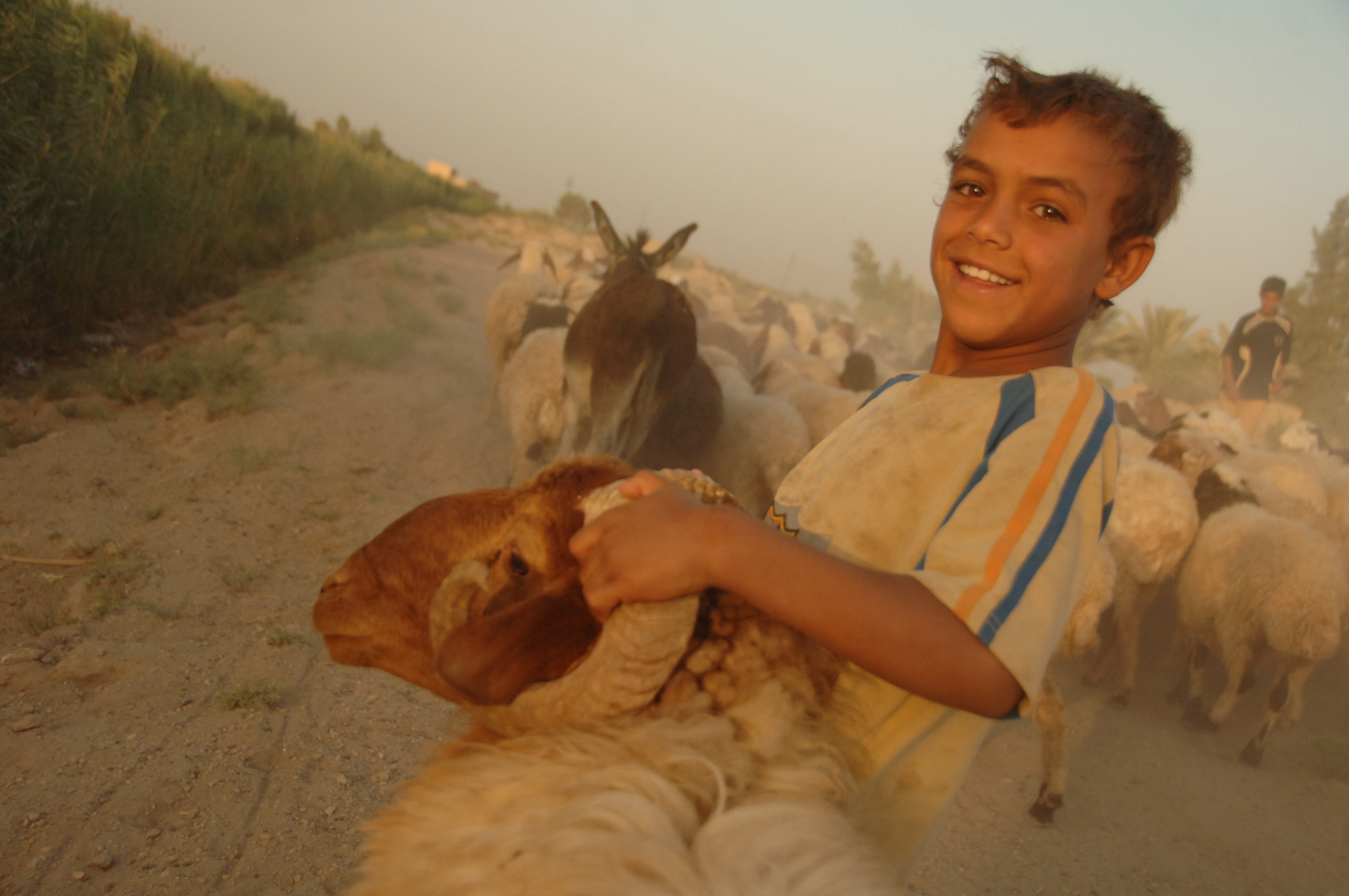
Schafherde mit Esel (Irak, 2008)

Als Herdenesel oder Herdenschutzesel bezeichnet man Hausesel, die gezielt Schaf- oder Ziegenherden beigestellt werden, um diese vor den Angriffen von Raubtieren zu schützen.

## Voraussetzungen und Einsatz
Die Esel übernehmen durch ihre Wachsamkeit und ihre Aggressivität vor allem gegenüber Hundeartigen eine ähnliche Funktion wie Herdenschutzhunde. Wie diese wurden Herdenesel vor allem im Rahmen des Managements von Braunbär, Wolf und Luchs wieder eingeführt. Erwiesenermaßen schützen Herdenesel gut vor Hunden und Kojoten, möglicherweise auch vor Luchsen und Füchsen. Am erfolgreichsten ist der Einsatz von Herdeneseln als vorbeugende Maßnahme, bevor die jeweiligen Raubtiere gewohnheitsmäßig Nutztiere reißen. Obgleich Esel Antiprädatorverhalten zeigen, gehören sie als Huftiere ebenso wie Pferde zum Beutespektrum größerer Beutegreifer und können unter Umständen selbst den Angriffen von Wölfen, Bären oder Pumas zum Opfer fallen.
Die Esel sind günstiger im Unterhalt als Hunde, da sie sich auf der Weide selbst ernähren können. Außerdem ist ihre Lebenserwartung höher, sodass sie länger als Herdenschutzhunde im Dienst bleiben können; je nach Quelle werden 10 bis über 20 Jahre im aktiven Einsatz genannt. Zu ihren Nachteilen gehört, dass sie nur verhältnismäßig kleine Herden an Schafen oder Ziegen überblicken können und verhältnismäßig hohe Ansprüche an das Klima haben.
Herdenesel werden unter anderem in den USA erfolgreich eingesetzt; am üblichsten sind sie in Texas und Virginia. In Namibia wurden Esel Anfang des 20. Jahrhunderts zur Bewachung von Rindern eingesetzt.

### Verhältnisse in Deutschland
Esel sind nässe- und regenempfindlich und brauchen daher einen immer zugänglichen Wetterschutz, der auch als Stall dienen kann, wenn er Schutz vor Regen, Wind und Kälte bietet. Auf Grund ihres Verdauungssystems brauchen sie ständig Raufutter wie Stroh, Heu und auch Holz zum Benagen. Auf den meisten Weiden in Deutschland, insbesondere Norddeutschland, wäre das Futter für Esel zu eiweißreich. Das Halten auf zu eiweißreichen Weiden führte zu Stoffwechselkrankheiten bei den Eseln. Zu feuchte Weiden können bei Eseln Strahlfäule an den Hufen verursachen. Eine tierschutzgerechte Haltung erfordert die Beachtung der Grundregeln für das Halten von Eseln. Es gibt Argumente für die Nichteignung von Eseln für den Herdenschutz in Deutschland, die ihre Ursache hauptsächlich in den zu eiweißreichen und häufig zu nassen Weiden haben.
Eine Förderung von Eseln zum Schutz von Weidetieren vor Wolfsangriffen wird in keinem der deutschen Länder gewährt. Diese beschränkt sich auf Zuschüsse zur Errichtung von wolfsabweisenden Elektrozäunen und Zukauf und Haltung von Herdenschutzhunden.
In Deutschland sind zumindest in Wolfsgebieten bislang noch keine Erfahrungen mit Herdeneseln gemacht worden. Während sie in Bayern und Baden-Württemberg schon länger als Schutz- und Packtiere in Schafherden eingesetzt werden, läuft seit Januar 2015 im niedersächsischen Kreis Diepholz ein erster privater Versuch, Esel als Schutztiere im Wolfsgebiet einzusetzen.